# Vila Chã (concelho)
Vila Chã é uma localidade na atual freguesia de Santiago de Carreiras, no Município de Vila Verde, Distrito de Braga, que foi sede do extinto concelho de Vila Chã, na antiga comarca de Barcelos.

## História
A carta foral foi atribuída pelo rei Dom Manuel I a 6 de Outubro de 1514, em conjunto com mais duas cartas forais a concelhos contíguos: Larim e Penela, todos terras da Casa de Bragança.
Teve a sua sede primitiva no lugar com o mesmo nome da actual freguesia de Carreiras (Santiago). Mais tarde mudou a sua sede para o lugar de Revenda da freguesia de Travassós, transitando, posteriormente, para a freguesia de São Paio de Vila Verde.
Tinha, em 1801, 3 037 habitantes e 23 km². Era composto por nove freguesias: Parada e Barbudo, Dossãos, Esqueiros, Loureira, Nevogilde, Carreiras (Santiago), Carreiras (São Miguel), Travassós e Vila Verde.
Em 1836 integrou o concelho de Larim, passando a designar-se oficialmente como Vila Chã e Larim. Em 1849 tinha 6 134 habitantes e 30 km², em 11 freguesias. Passaram, nessa altura, a integrar o concelho as freguesias de Turiz e Soutelo.
Foi suprimido em 1855 e o seu território actualmente faz parte do Município de Vila Verde.